# Lati Rinpoche
Khensur Kyabje Lati Rinpoche, auch Lati Rinbochay (* 1922 in der Region Kham, Osttibet; † 2. April 2010 in Dharamsala, Indien) war ein tibetischer Lama.

## Leben
Im Alter von 10 Jahren wurde er von Gongkar Rinpoche als Reinkarnation eines großen Gelehrten identifiziert und begann sein Leben als Mönch. Mit fünfzehn trat er in die Schule Gaden Schartse Norling ein, eine der drei Universitäten der Gelug-Lehre in Tibet. 1959 erhielt er durch seine Prüfung den Titel Geshe Lharampa und begann 1960 in Lhasa mit Studien des Tantra.
1964 folgte Lati Rinpoche dem 14. Dalai Lama in sein Exil in Indien. Dort wurde er in Dharamsala Berater des Dalai Lama. Seit 1976 lehrte er am Kloster des Dalai Lama, dem Namgyal Gomba. Im gleichen Jahr wurde er zum Abt der Gaden-Schule im Exil in Dharamsala ernannt. Hier starb er auch im Jahr 2010.

## Veröffentlichungen
- Compassion in Tibetan Buddhism/Tsong Ka-pa, with Kensur Lekden's Meditations of a Tantric Abbot, edited and translated by Jeffrey Hopkins. Co-editor for Tsong Ka-pa's Text: Lati Rinbochay. Associate Editor for Kensur Lekden's Text: Barbara Frye. Valois, New York State, USA 1980, ISBN 0-937938-04-1.
- Mind in Tibetan Buddhism: Oral Commentary on Ge-shay Jam-bel-sam-pel’s Presentation of Awareness and Knowledge, Composite of all the Important Points, Opener of the Eye of New Intelligence, übersetzt und mit einer Einführung von Elizabeth Napper. Rider, London 1980, ISBN 0-09-143251-0.
- Lati Rinpoche und Jeffrey Hopkins, mit einem Vorwort des Dalai Lama: Stufen zur Unsterblichkeit; Tod, Zwischenzustand und Wiedergeburt im tibetischen Buddhismus. Diederichs Gelbe Reihe Nr. 41. Diederichs, München 1994, ISBN 3-424-00741-2.
- Meditaive Studies and Tibetan Buddhism, edited and annotated by Leah Zahler. Wisdom Publications, Boston MA 1997, ISBN 0-86171-119-X.

| Personendaten    | Personendaten         |
| ---------------- | --------------------- |
| NAME             | Lati Rinpoche         |
| ALTERNATIVNAMEN  | Lati Rinbochay        |
| KURZBESCHREIBUNG | tibetischer Lama      |
| GEBURTSDATUM     | 1922                  |
| GEBURTSORT       | Region Kham, Osttibet |
| STERBEDATUM      | 2. April 2010         |
| STERBEORT        | Dharamsala, Indien    |